# كارل ريتر فون هالت

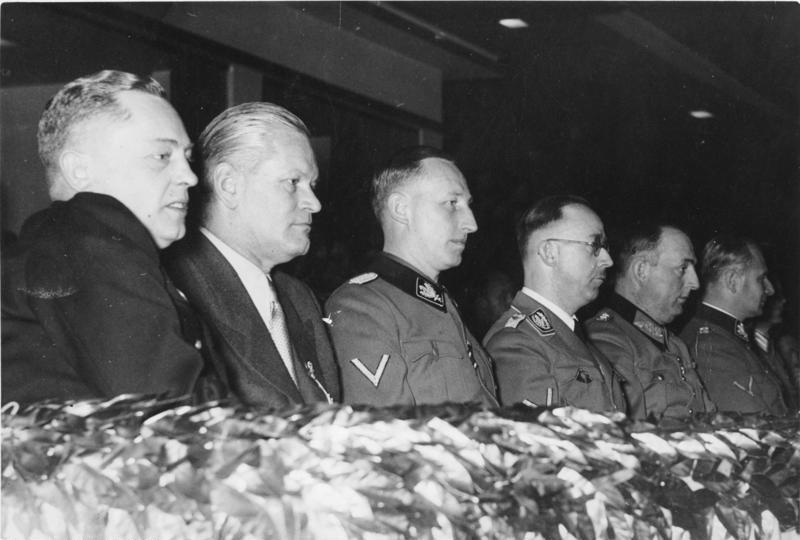
كارل ريتر فون هالت هو الثاني من اليسار

الدكتور كارل ريتر فون هالت، المولود باسم كارل فرديناند هالت (2 يونيو 1891 – 5 أغسطس 1964) كان مسؤولاً رياضياً في ألمانيا النازية وفي جمهورية ألمانيا الاتحادية. ولد وتوفي في ميونيخ . 

## سيرة شخصية
كان كارل ريتر فون هالت رياضياً في مجال سباقات المضمار والميدان تنافس في الألعاب الأولمبية الصيفية لعام 1912 أنهى td المركز 22 في مسابقة رمي الرمح و 14 في حدث رمي الكرة. كما شارك في مسابقة الخماسي. هناك تم إقصاؤه في الحدث الثالث لأنه لم ينته من سباق 200 متر. كما شارك كعضو في الفريق الألماني في الجولة الأولى من مسابقة التتابع 4 × 100 متر. 
كاد يفوز بالسباق العشاري في دورة ألعاب البلطيق عام 1914 في مالمو، وخسر أمام الفنلندي يوهان سفانستروم بفارق ضئيل بنقطة واحدة بعد إصلاح خطأ في الحساب. 
في عام 1921 أصبح كارل ريتر فون هالت بعد أن حصل على وسام ماكس جوزيف العسكري. 
في عام 1936، تم تعيينه رئيسًا للجنة تنظيم دورة الألعاب الأولمبية الشتوية الرابعة في غارميش-بارتنكيرشن من قبل هانز فون تششامر وأوستن. تم انتخاب كارل ريتر فون هالت كعضو في اللجنة التنفيذية للجنة الأولمبية الدولية (IOC) في عام 1937، وهو المنصب الذي شغله حتى عام 1945. 
في عام 1944، قاد كارل ريتر فون هالت المكتب الرياضي للرايخ الثالث (NSRL)، حيث أخذ من أرنو بريتمير منصب زعيم رياضات الرايخ. بقي زعيم المكتب الرياضي للرايخ الثالث حتى تم حل المكتب والمنظمة في عام 1945 بعد هزيمة ألمانيا النازية في الحرب العالمية الثانية. 
نجح كارل ريتر فون هالت في تطهير ماضيه كزعيم نازي في سنوات ما بعد الحرب، رغم أن السائحين إلى غارميش احتجوا في عام 2006 على أن ملعب المدينة لكرة القدم لا يزال يحمل اسمه. تم تغيير اسمه بهدوء إلى Stadion am Gröben. قاد ريتر فون هالت اللجنة الأولمبية الوطنية في ألمانيا بين عامي 1951 و1961، وخلفهلدوق أدولف فريدريك من مكلنبورغ. 

## روابط خارجية
- كارل ريتر فون هالت على موقع مونزينجر (الألمانية)
- كارل ريتر فون هالت على موقع أوليمبيديا (الإنجليزية)

- قائمة الرياضيين الألمان

| سبقه {{{سبقه}}} | {{{العنوان}}} {{{الأعوام}}} | تبعه {{{تبعه}}} |